# A Treasury
Albums de Nick Drake
Made to Love Magic
(2004) Family Tree
(2007)
A Treasury est une compilation de Nick Drake sortie en 2004. Elle existe en format SACD et vinyle.
Elle est certifiée disque d'argent au Royaume-Uni en 2013, ce qui correspond à 60 000 exemplaires vendus.

## Titres
Toutes les chansons sont écrites et composées par Nick Drake.
| No  | Titre            | Tirée de                  | Durée |
| --- | ---------------- | ------------------------- | ----- |
| 1.  | Introduction     | Bryter Layter (1970)      | 1:32  |
| 2.  | Hazey Jane II    | Bryter Layter (1970)      | 3:45  |
| 3.  | River Man        | Five Leaves Left (1969)   | 4:18  |
| 4.  | Cello Song       | Five Leaves Left (1969)   | 4:46  |
| 5.  | Hazey Jane I     | Bryter Layter (1970)      | 4:29  |
| 6.  | Pink Moon        | Pink Moon (1972)          | 2:03  |
| 7.  | Poor Boy         | Bryter Layter (1970)      | 6:06  |
| 8.  | Magic            | Made to Love Magic (2004) | 2:48  |
| 9.  | Place to Be      | Pink Moon (1972)          | 2:42  |
| 10. | Northern Sky     | Bryter Layter (1970)      | 3:45  |
| 11. | Road             | Pink Moon (1972)          | 2:01  |
| 12. | Fruit Tree       | Five Leaves Left (1969)   | 4:47  |
| 13. | Black Eyed Dog   | Made to Love Magic (2004) | 3:25  |
| 14. | Way to Blue      | Five Leaves Left (1969)   | 3:10  |
| 15. | From the Morning | Pink Moon (1972)          | 2:29  |